# Solo (skladba)
Solo je píseň amerického popového zpěváka Iyaze. Píseň pochází z jeho debutového alba Replay. Produkce se ujal producent J. R. Rotem.

## Hitparáda
| Země        | Umístění |
| ----------- | -------- |
| Austrálie   | 48       |
| Anglie      | 3        |
| Kanada      | 2        |
| Amerika     | 32       |
| Německo     | 25       |
| Nový Zéland | 3        |
| Česko       | 61       |